# Alberto Badoaro
Alberto Badoaro, auch Alberto Badoer, († 28. September 1677) war ein italienischer Geistlicher und Bischof von Crema.

## Leben
Alberto Badoaro wurde am 21. Februar 1633 zum Bischof von Crema ernannt. Sein Neffe, der spätere Kardinal Giovanni Alberto Badoer, dessen Taufpate er war, wurde ihm im Alter von fünf Jahren zur Erziehung anvertraut. Im Jahre 1663 verlieh er seinem Neffen eine Pfründe und nahm ihn durch die Tonsur in den Klerikerstand auf. Später spendete er seinem jungen Verwandten in der Kathedrale von Crema die Weihe zum Subdiakon.